# R.E.M. Beauty
R.E.M. Beauty (estilizado como r.e.m. beauty) es una marca de cosméticos fundada por la cantante estadounidense Ariana Grande y lanzada el 12 de noviembre de 2021. La gama de correctores de R.E.M. Beauty incluye 60 tonos, con dos tonos artísticos de negro y blanco, ofreciendo una amplia variedad para todo tipo de piel.

## Historia
En agosto de 2021, aparecieron varios anuncios publicitarios en el Times Square en la ciudad de Nueva York, que decían «r.e.m. muy pronto». La cantante pop y actriz luego reveló que su línea de belleza «está oficialmente en camino». Grande lanzó oficialmente su empresa de cosméticos el 12 de noviembre de 2021. Su primera colección se llama: Chapter 1: Ultraviolet. El nombre de la empresa está inspirado en una de las canciones de Grande, «R.E.M.», que fue lanzada en 2018.
Después de su lanzamiento, muchos de sus productos cosméticos se distribuyeron en las tiendas Ulta Beauty, a partir de marzo de 2022. Forbes informó que R.E.M. Beauty fue una de las marcas que impulsaron el margen bruto de Ulta debido a la fuerte demanda de los consumidores.
En enero de 2023, Forbes anunció que Grande está lista para adquirir los activos físicos de la marca, por un valor estimado de 15 millones de dólares de Forma Brands, la empresa matriz de Morphe Cosmetics, después de que la empresa se declarara en bancarrota a principios de ese mes, poniendo fin a su acuerdo de licencia.
En febrero de 2023, la empresa de cosméticos contrató a Michelle Shigemasa como su nueva directora ejecutiva.
En mayo de 2023, la empresa anunció una inversión estratégica con Sandbridge Capital, la cual respaldaría la expansión global, con la participación de Strand Equity y los colaboradores a largo plazo de Grande: HYBE America, Live Nation Entertainment y Universal Music Group.

## Productos
La línea Chapter 1: Ultraviolet incluyó 12 productos principales, que abarcan una variedad de tonos individuales, tanto para labios como para ojos. En marzo de 2022, Grande lanzó la línea Chapter 2: Goodnight and Go de la marca. Además de una selección de nuevos productos para el cuidado de la piel, como un bálsamo para el contorno de ojos, un suero para pestañas y cejas, y un spray facial, la colección también contenía elementos básicos de maquillaje, como rubor y lápiz labial versátiles y juegos adicionales de extensiones de pestañas. Luego, lanzó el Chapter 3: On Your Collar, que incluía varios productos para los labios, y el Chapter 4: Out Of Body, que presentaba un corrector disponible en 60 tonos diferentes. A principios de 2023, lanzó la colección «thank u, next», que incluía cuatro productos adicionales y fue una edición limitada basada en su sencillo homónimo de 2018. En otoño de 2023, la marca presentó la línea Sweetener Foundation, que constaba de 60 tonos, abarcando una amplia gama de tonos de piel, desde los más claros hasta los más oscuros.

## Premios
En mayo de 2022, la empresa de cosméticos ganó el premio a «Mejor Marca Nueva» en los premios Readers' Choice de Allure, y la máscara alargadora Flourishing fue galardonada como «Mejor Máscara (alargamiento)» en la categoría de «Mejor Maquillaje de Ojos» en los premios anuales Best of Beauty.
| Premio                           | Año  | Categoría                        | Trabajo nominado                | Resultado | Ref.   |
| -------------------------------- | ---- | -------------------------------- | ------------------------------- | --------- | ------ |
| Premios Best of Beauty de Allure | 2022 | Mejor Marca Nueva                | r.e.m. beauty de Ariana Grande  | Ganador   | [ 17 ] |
| Premios Best of Beauty de Allure | 2022 | Mejor Máscara (alargamiento)     | Flourishing Lengthening Mascara | Ganador   | [ 18 ] |
| Cosmopolitan UK Beauty Awards    | 2022 | Mejor Corrector                  | r.e.m beauty de Ariana Grande   | Ganador   | [ 19 ] |
| Premios Healthy Beauty de SELF   | 2022 | Mejor Delineador de Ojos Líquido | Borderline Eyeliner Marker      | Ganador   | [ 20 ] |
| Selfridges Beauty Awards         | 2022 | Lanzamiento del Año              | r.e.m. beauty de Ariana Grande  | Ganador   | [ 21 ] |
| Premios Webby                    | 2022 | Mejor Moda y Belleza             | r.e.m. beauty de Ariana Grande  | Ganador   | [ 22 ] |
| Premios Webby                    | 2022 | Mejor Interfaz de Usuario Móvil  | r.e.m. beauty de Ariana Grande  | Ganador   | [ 22 ] |